# Ujhelyi Sándor
Ujhelyi Sándor (Eger, 1961. február 7. –) építészmérnök, vállalkozó, politikus, az Új Alternatíva Párt elnöke.

## Származása
Ujhelyi Aladár evangélikus lelkész és felesége, Monostori Márta kilencedik gyermekeként született.

## Tanulmányok
Tanulmányait az egri 4. számú Általános Iskolában kezdte, majd a Gárdonyi Géza Gimnáziumban érettségizett 1979-ben. A Budapesti Műszaki Egyetem Építészmérnöki Karán 1985-ben végzett.

## Társadalmi szerepvállalása
A menekültek körüli káosz és probléma kezelésére 2015-ben megalapította a menekülteket támogató, elsősorban a Budapesti Keleti pályaudvarnál végzett tevékenységéről közismert „Migration Aid” Facebook csoportot.

## Politikai tevékenysége
- 2016-ban kezdeményezője volt a Civil Ellenzéki Kerekasztalnak (CEKA).[1][2]
- 2019-ben alapító-elnöke lett a liberális-konzervatív Új Alternatíva Pártnak.

## Családja
Nős, három gyermeke van: Gábor, Sándor és Dávid.

## Művei
- Istenfélő ateizmus, Novum Publishing Gmbh, Budapest, 2021, ISBN 978-399-107-8395